# Çöğürlük
Çöğürlük ist ein Dorf (Köy) im Landkreis Ovacık der türkischen Provinz Tunceli. Im Jahre 2011 lebten in Çöğürlük 28 Menschen.